# Bartlett (Teksas)
Bartlett je grad u američkoj saveznoj državi Teksas. Prema popisu stanovništva iz 2010. u njemu je živjelo 1.623 stanovnika.